# فلکس-الکتروورکزوگ
فلکس-الکتروورکزوگ (انگلیسی: Flex-Elektrowerkzeuge) شرکت ابزارسازی آلمانی است، که در سال ۱۹۲۲ تأسیس شد.